# Mitsubishi Galant
La Mitsubishi Galant è una berlina prodotta dalla casa automobilistica giapponese Mitsubishi Motors Corporation dal 1969 al 2016 in nove differenti generazioni.
Lanciata nel dicembre 1969 come Colt Galant, il suo nome deriva dal francese galant, che significa galante, valoroso.

## Prima generazione (1969-1973)
La prima generazione venne lanciata con il nome Mitsubishi Colt Galant, nel dicembre del 1969 e venne venduta nella rete di concessionarie giapponesi Mitsubishi Galant Shop. Nacque come erede della Colt 1500 e si posizionava all'interno della gamma del costruttore come berlina di dimensioni medio-grandi. Il design della vettura, particolarmente aerodinamico, era opera di Shinichi Mitsuhashi ed era denominato "Dynawedge" da Mitsubishi; Shinichi Mitsuhashi all’epoca era direttore del centro stile giapponese e per la vettura trasse ispirazione dalle berline europee disegnate da Giorgetto Giugiaro. 

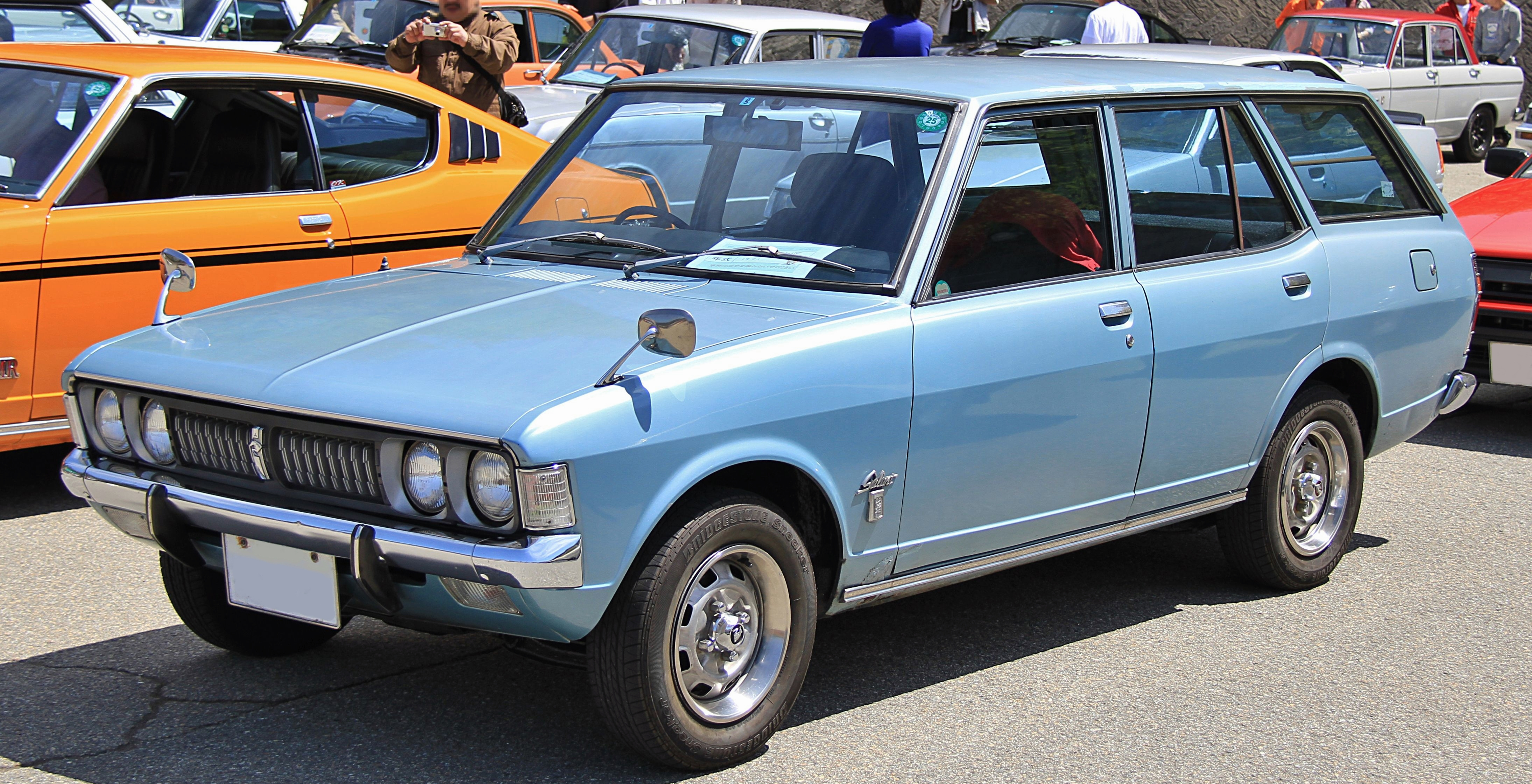
La Mitsubishi Colt Galant station wagon

Al debutto erano disponibili tre modelli, alimentati dal nuovo motore "Saturn" benzina nelle configurazioni 1.3 litri (versioni AI) e 1.5 litri (AII e AIII). Il motore 1.3 (codice 4G30) era un quattro cilindri aspirato SOHC ad otto valvole erogante 88 cavalli, mentre il 1.5 quattro cilindri SOHC (codice 4G31) era anch'esso aspirato e ad otto valvole ed erogava 95 cavalli. La carrozzeria era di tipo monoscocca, berlina a quattro porte, il telaio era a trazione posteriore con le sospensioni anteriori a ruote indipendenti con montante MacPherson, mentre quelle posteriori erano ad assale rigido. Il cambio era manuale a quattro rapporti e in alternativa era disponibile un automatico a tre rapporti. 
Nel 1970 venne introdotta la versione station wagon a cinque porte con divano posteriore abbattibile e la versione berlina a due porte "hardtop" stile coupé (codice progettuale A53) con portiere prive di cornice superiore e montante centrale assente.
Successivamente debuttarono le versioni da 1,4 e 1,6 litri (14L e 16L) nel settembre 1971. Un 1.7 erogante 115 CV (85 kW) arrivò nel gennaio 1973 per il modello di punta denominato Galant GS. 
La Colt Galant sul mercato giapponese era diretta concorrente di modelli come la Toyota Corona, la Nissan Bluebird, Honda Accord e Mazda Capella. È stata la prima vettura Mitsubishi ad essere venduta negli Stati Uniti nel 1970 quando Chrysler Corporation, partner dell'azienda, iniziò a importare l'auto ribattezzata Dodge Colt e Plymouth Cricket. 
La Galant è stata prodotta su licenza anche dalla divisione Chrysler Australia e venduta come Chrysler Valiant Galant. In Sudafrica arrivò alla fine del 1972 venduta dal gruppo Chrysler come Dodge Colt 1600 GS (una sola versione top di gamma). 
Oltre alle tre versioni (berlina, station wagon e hardtop due porte) la Mitsubishi utilizzò lo stesso telaio per produrre altre due sportive: la Colt Galant GTO e la Colt Galant FTO.

## Seconda generazione (1973-1977)
La seconda generazione (codice progettuale A11) è stata costruita dal 1973 al 1976. La presentazione avviene il 24 maggio 1973 e le vendite in Giappone partirono dal primo giugno dello stesso anno. La denominazione diviene semplicemente Galant anche sul mercato giapponese abbandonando definitivamente il suffisso Colt, inoltre, visto il buon successo commerciale riscontrato dalla prima serie per questa seconda generazione i vertici Mitsubishi presero in considerazione soprattutto i mercati dell'export. 

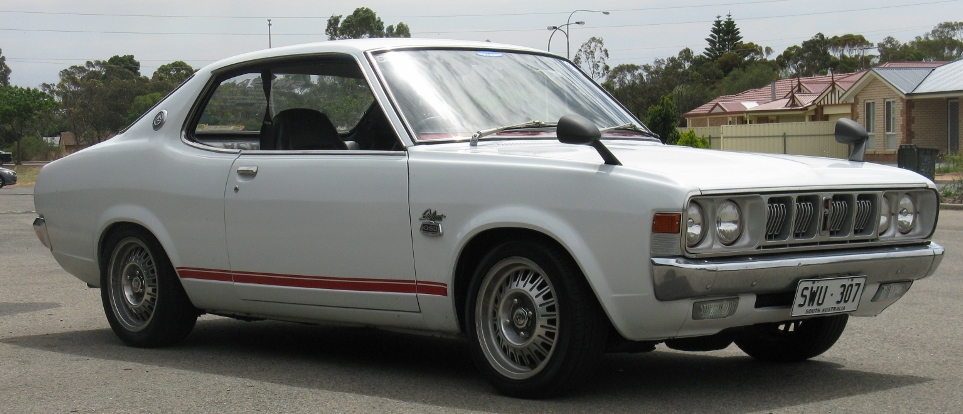
La Galant hardtop due porte seconda serie

La Galant seconda serie di fatto era un restyling della prima serie e per questo fu tenuta in produzione solo per tre anni, e ne ereditava tutta la meccanica comprensiva dei lamierati della carrozzeria, gli aggiornati erano in alcuni dettagli estetici come fanali anteriori e posteriori di dimensioni maggiori, nuove cromature nei sottoporta, paraurti più grandi conformi alle nuove omologazioni in materia di sicurezza, prese d’aria aggiuntive nel frontale e insonorizzazione per l'abitacolo migliorata. Lo stile era sempre guidato da Shinichi Mitsuhashi e nel complesso era più moderno e sinuoso. 
Le varianti di carrozzeria erano le solite tre: berlina tre volumi quattro porte con una lunghezza pari a 4,20 metri, station wagon 5 porte lunga 4,216 metri e la hardtop a due porte stile coupé ricavata dalla berlina lunga 4,20 metri. Il passo rimase invariato a 2,420 metri. Il telaio venne irrigidito con ammortizzatori che presentavano nuove boccole e furono riviste le sospensioni. 
Fu nuovamente venduta da Chrysler in diverse denominazione; come Dodge Colt negli Stati Uniti e in Sud Africa, come Plymouth Colt e Plymouth Cricket in Canada (dal 1974), come Chrysler Valiant Galant e successivamente come Chrysler Galant in Australia, e in Europa come Colt Galant. 
La gamma motori si componeva del propulsore 1.6 quattro cilindri benzina 4G32 con testata in alluminio e blocco in ghisa e distribuzione a due valvole per cilindro erogante 100 cavalli nella versione standard e 97 cavalli nella versione a basso impatto ambientale "MCA-II" che soddisfaceva gli standard giapponesi sulle emissioni del 1975. Questa versione era disponibile solo in Giappone. Il 1.6 venne offerto anche ad alimentazione a GPL in Giappone sia sulla versione berlina allestita taxi che sulla station wagon. Il secondo motore era il 1.850 Astron (serie 4G51) quattro cilindri benzina erogante 105 cavalli negli allestimenti base (con cambio manuale a 4 o 5 rapporti) e 115 cavalli nella versione sportiva GS (cambio manuale a 5 rapporti).
Il motore top di gamma era il 2.0 quattro cilindri benzina Astron (serie 4G52) che erogava 115 cavalli negli allestimenti base (cambio manuale a 5 rapporti o automatico a 3 rapporti) e 125 cavalli sulla sportiva Galant GS (solo manuale a 5 rapporti).
I motori Astron possedevano in alcuni mercati di esportazione la nuova tecnologia del controalbero d'equilibratura "Mitsubishi Silent Shaft" per ridurre le vibrazioni e il rumore del propulsore. 
In Nuova Zelanda la versione due porte hardtop era disponibile con un motore da 1855 cc ed era assemblata da Todd Motors a Porirua. La berlina quattro porte non venne offerta.
In Sudafrica, la Dodge Colt 1600 GS arrivò alla fine del 1975 (serie YB) per sostituire la precedente AY. 
Nell'agosto 1976, il nome in Sudafrica fu cambiato in Chrysler Colt e la gamma venne arricchita con nuove versioni: la top di gamma era la nuova GS II che ricevette un motore da 2,0 litri erogante 116 CV (85 kW). Il motore 1600 invece divenne disponibile anche negli allestimenti GL meno sportivi e costosi.
La produzione della seconda serie di Galant termina nel 1976 quando venne presentata la terza serie, tuttavia per il solo mercato giapponese i modelli 1.6 alimentati a GPL sia in versione station wagon che taxi continuarono ad prodotti fino all'agosto 1977.

## Terza generazione (1976-1980)

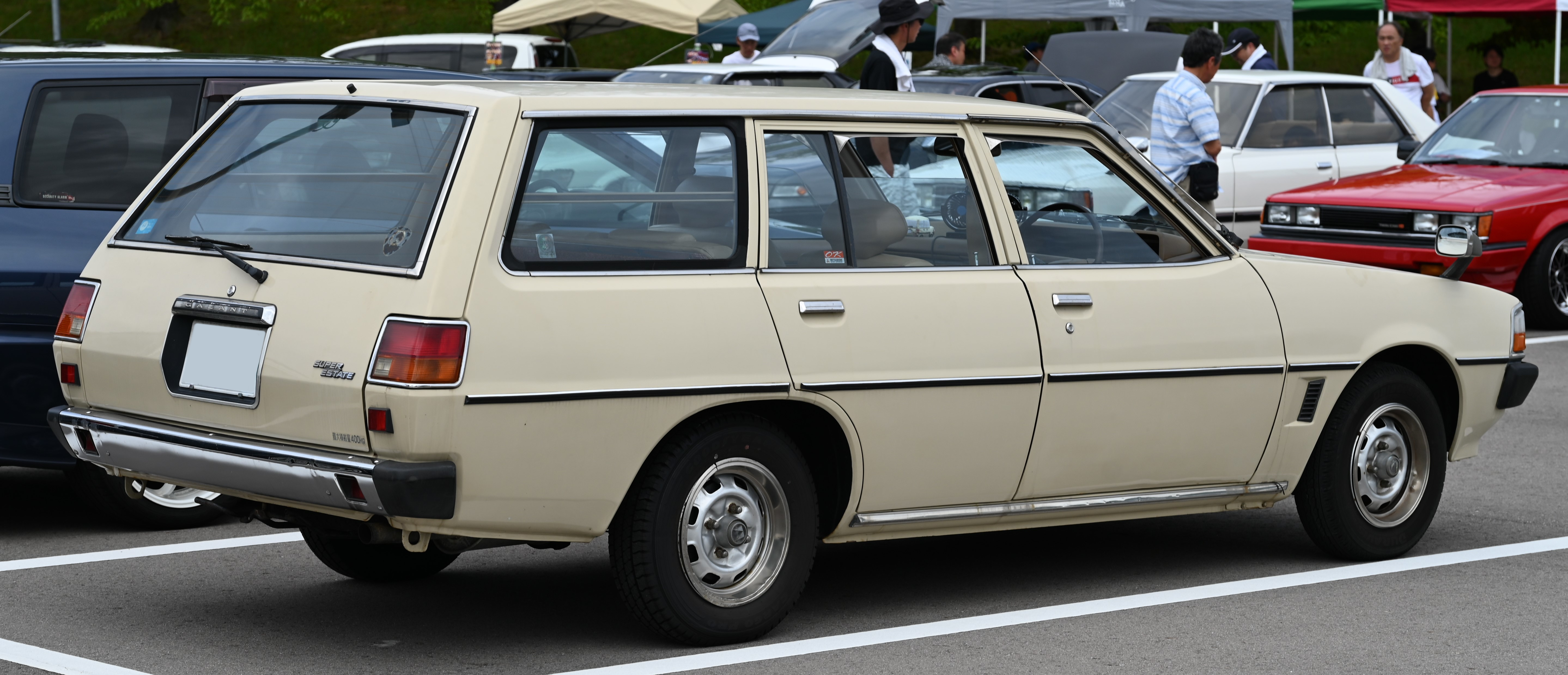
Galant wagon di terza generazione

La terza generazione dell'auto fu introdotta nel 1976 ed era conosciuta come Galant Σ (Sigma) in Giappone per distinguerla dalla precedente Galant che era rimasta in produzione nelle versioni con motore a GPL. In molti mercati di esportazione l'auto era semplicemente conosciuta come la Galant. 
Nota con il codice progettuale A120, la vettura venne disegnata dal centro stile interno guidato da Shinichi Mitsuhashi e si ispirava nel design ai modelli europei contemporanei allontanandosi dallo stile squadrato in voga tra i modelli concorrenti giapponesi. A differenza della seconda serie, che altro non era che un restyling della prima, la terza generazione di Galant era una vettura totalmente nuova che venne realizzata su una nuova piattaforma di base a trazione posteriore. Fu anche la prima Galant ad essere esportata globalmente dalla casa giapponese con il proprio marchio e venne venduta anche in Europa. 
Venne lanciata sul mercato interno con tre motorizzazioni: il 1.6 benzina “Saturn” serie 4G32 SOHC, il 1.85 “Astron” 80 serie 4G51 tipo SOHC e 2.0 “Astron 80” serie 4G52. Nel febbraio 1977 in Giappone venne presentata la versione station wagon e allo stesso tempo la berlina fu oggetto di un leggero lifting dove vennero modificati gli specchietti retrovisori e i paraurti e venne introdotto il nuovo motore 1.6 con sistema MCA-JET conforme alle normative sulle emissioni giapponesi del 1978. Sulle motorizzazioni 2.0 venne introdotto il nuovo impianto frenante a quattro dischi. Nell'agosto 1977 tutte le motorizzazioni adottarono il sistema MCA Jet e vennero omologate ai nuovi standard.
Nel marzo del 1978 venne presentato un restyling (codice progettuale A130) dove vennero modificati i paraurti ora neri in poliuretano, nuova calandra con il logo Mitsubishi formato dalla “M” stilizzata e nuovi fanali più squadrati anteriori e posteriori. La Galant era venduta sul mercato interno presso la rete di concessionari Mitsubishi Galant Restaurant; sempre nel 1978 venne lanciata in Giappone una versione gemella denominata Mitsubishi Eterna Σ (Sigma) venduta nella rete di concessionari giapponesi Car Plaza al fine di aumentarne la produzione e le vendite. Le differenze estetiche rispetto alla Galant Σ (Sigma) giapponese erano nei proiettori anteriori a due lampade quadrate invece che quattro lampade.
In Europa venne importata in alcuni mercati del BeNeLux rappresentando l’ammiraglia della gamma Mitsubishi mentre nel Regno Unito la vettura era importata ma ribattezzata Colt Sigma, il marchio Mitsubishi era assente nel paese e la casa giapponese preferì vendere la vettura con il marchio Colt che era presente sul mercato inglese già da inizio anni settanta.
In America la versione berlina non fu più importata dalla Chrysler a causa delle dimensioni eccessive di questa terza generazione che la ponevano in diretta concorrenza con i modelli Chrysler fabbricati negli USA mentre la station wagon divenne Dodge Colt Wagon. In Australia, dove l'automobile era prodotta localmente nello stabilimento Cloyselly Park di Chrysler, è stata commercializzata prima come Chrysler Sigma e, dopo l'acquisto del 1980 della divisione Chrysler Australia da parte di Mitsubishi, come Mitsubishi Sigma. Il modello australiano era equipaggiato dal motore "Astron" da 2,6 litri prodotto localmente. 
Una nuova versione coupé a due porte denominata Mitsubishi Galant Λ (Lambda) fu introdotta nel 1976 per sostituire la ormai anziana Galant GTO nonché la precedente Galant hardtop due porte. La coupé fu venduta negli Stati Uniti tra il 1978 e il 1980 come Dodge Challenger e Plymouth Sapporo mentre in Europa venne venduta dalla stessa Mitsubishi come Mitsubishi Sapporo.

## Quarta generazione (1980-1987)
La quarta generazione di Galant (nota come Galant Σ ed Eterna Σ in Giappone a seconda della rete di vendita, mentre venne ribattezzata come Mitsubishi Sigma e successivamente Chrysler Sigma in Australia) è stata presentata nella primavera del 1980 e sbarca in Europa dal settembre dello stesso anno. La vettura ha portato al debutto molte innovazioni per Mitsubishi come il computer di bordo Venas che permetteva di visualizzare informazioni della vettura in tempo reale come consumo di carburante, autotomia, tachimetro e altre funzioni come sportello o cofano posteriore aperto. 

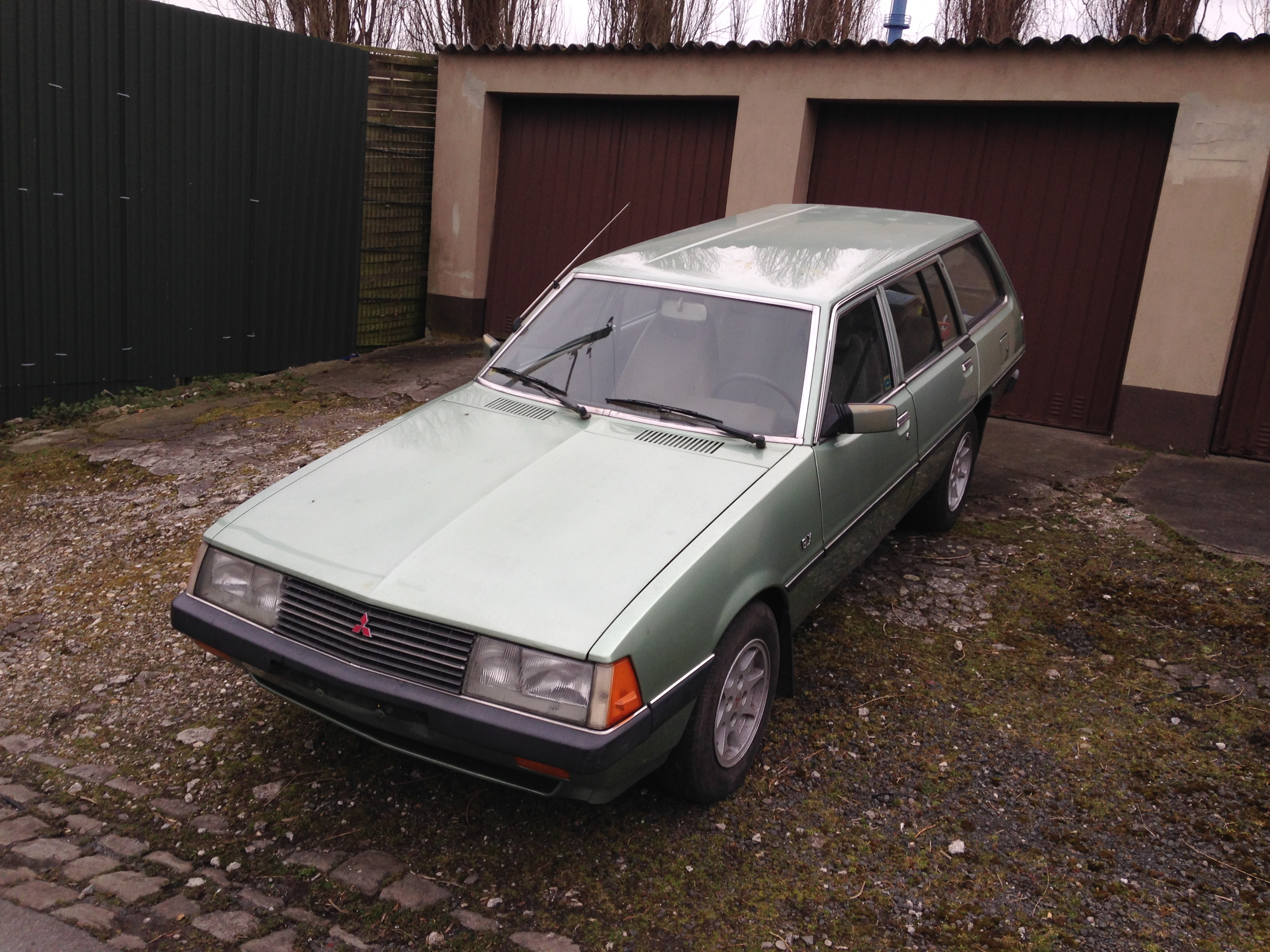
Galant station wagon di quarta generazione

L'auto fu venduta come Mitsubishi Galant nella maggior parte dei mercati di esportazione, sebbene in Australia che in Nuova Zelanda fosse conosciuta come Mitsubishi Sigma. La berlina e la coupé di quarta generazione erano entrambe leggermente più grandi rispetto alla terza generazione, benché ereditassero gran parte della scocca e del telaio di base, il passo venne aumentato di 15 mm. L'abitacolo venne reso più comfortevole grazie a nuovi sedili più imbottiti e pannelli porta con nuovi materiali fonoassorbenti e venne migliorata l'insonorizzazione del modello grazie all'aggiunta di una paratia frontale a doppio spessore. Anche la versione station wagon venne aggiornata benché ereditò gran parte dei componenti dalla vecchia serie.
Debuttò il nuovo motore 2.0 "Sirius" benzina in versione turbo con 145 CV (107 kW) per il mercato giapponese e 156 CV (115 kW) o 170 CV (125 kW) per il mercato di esportazione. La restante gamma di motori comprendeva il 1.6 aspirato da 75 cavalli e il 2.0 Astron aspirato da 102 cavalli con un nuovo sistema di iniezione elettronica del carburante. Per l'Europa e il Giappone fu offerto anche un motore "Astron" 4D55, il primo turbodiesel su di un'autovettura giapponese. Il 2.3 Turbo D erogava 84 CV (62 kW), abbastanza per essere considerato "sportivo" al momento del debutto, e fu mostrato per la prima volta al salone dell'automobile di Parigi del 1980. Il diesel presentava alcuni problemi di affidabilità iniziale; la casa per risolvere il problema riprogettò la testata nel 1982. Questo modello si è rivelato molto popolare in alcuni mercati, come i paesi BeNeLux. 
In Giappone i modelli station wagon omologati come autocarro e le berline omologate come taxi avevano anche il motore 1.8 G62B alimentato a GPL.

## Quinta generazione (1983-1990)
La quinta generazione debutta in Giappone nell'agosto 1983 e segna una svolta poiché adotta una piattaforma di base completamente inedita a trazione anteriore. Venne progettata in due varianti: la classica versione solo berlina a quattro porte destinata ad essere venduta globalmente e una seconda versione berlina con un terzo finestrino laterale posteriore denominata “hardtop” in Giappone.
Esteticamente il design della carrozzeria segue la direzione stilistica intrapresa con la Mitsubishi Tredia adottando proporzioni più armoniose e aerodinamiche con un coefficiente di resistenza pari a 0,36. Le dimensioni aumentarono fino a 4,58 metri di lunghezza totale con il solo passo aumentato 7 cm. Grazie al nuovo telaio a trazione anteriore e alla trasmissione più compatta lo spazio interno venne notevolmente aumentato e il bagagliaio passó a una volumetria pari a 360 litri. La distribuzione del peso gravava dal 60% fino al 64,47% sulle ruote anteriori delle versioni turbodiesel. 
Dalla quinta generazione è stata realizzata anche la Mitsubishi Magna prodotta in Australia dal 1985, più grande rispetto alla Galant.

### Galant versione hardtop

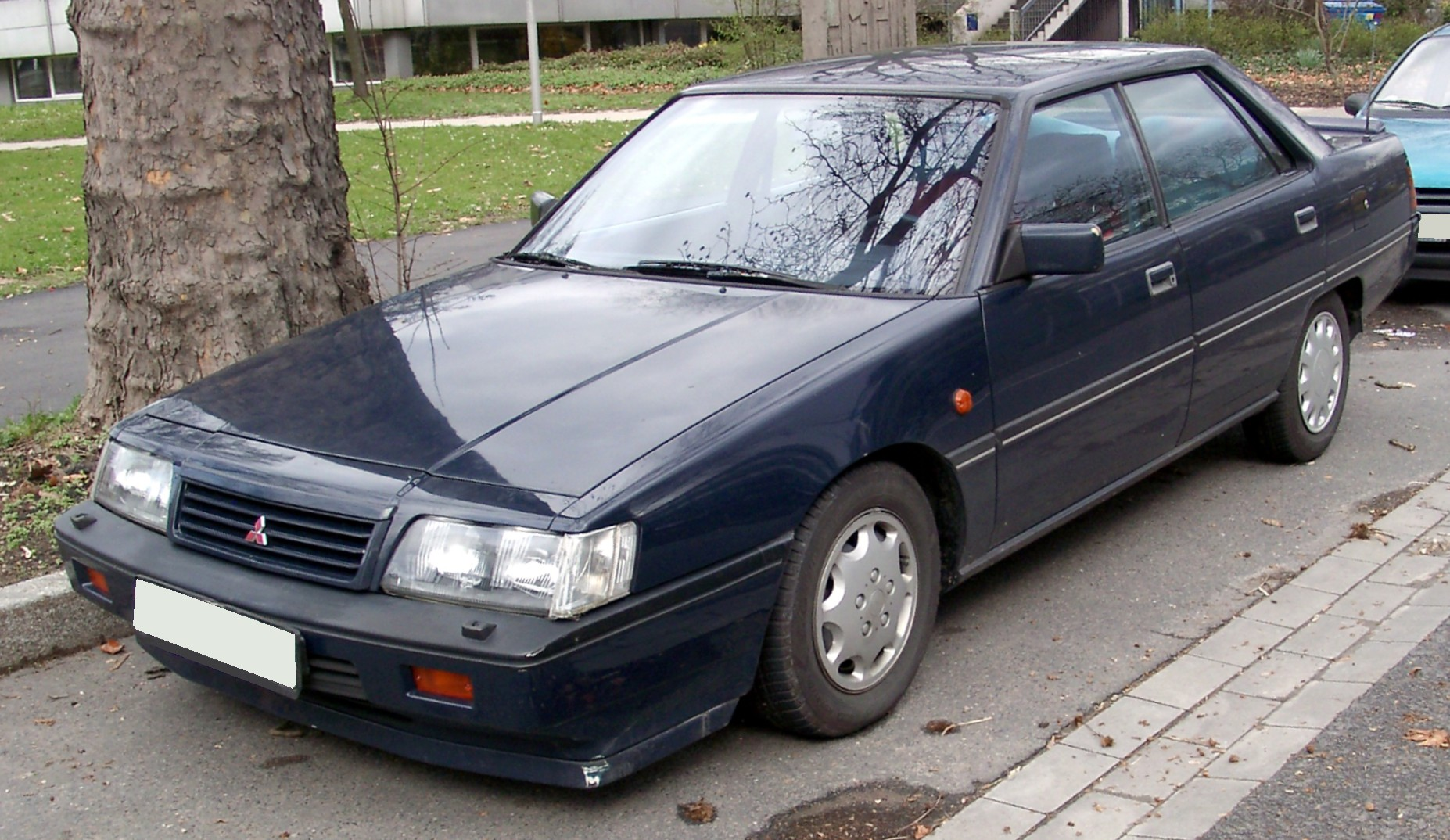
Versione hardtop nota come Mitsubishi Sapporo in Europa

La versione hardtop era la classica versione con le portiere prive dei montanti, soluzione molto in voga tra le ammiraglie giapponesi, e con la quinta generazione questa variante di carrozzeria venne venduta globalmente con varie denominazioni. Rispetto alla Galant classica berlina, la versione hardtop era differente nello stile pur conservando gran parte dei lamierati e degli interni. A cambiare erano il muso e la coda con fanali, paraurti e cofano dal design più squadrato, anche il baule era molto più grande con una capacità pari a 436 litri. Di conseguenza le dimensioni erano maggiori (4,66 metri di lunghezza totali). Rispetto alla Galant classica la hardtop nei vari mercati era posizionata più in alto e ricopriva il ruolo di ammiraglia. 
In Giappone venne commercializzata come Galant Sigma (venduta nei concessionari GalantShop) ed Eterna Sigma (uguale ma venduta nei concessionari CarPlaza). La Eterna Sigma uscì dai listini nel 1990 mentre la Galant Sigma dopo il 1990 continuo ad essere prodotta solo in una versione allestita per taxi ed enti pubblici e rimase in produzione (con aggiornamenti limitati a rivestimenti interni) fino al 1999. 
In Europa venne venduta come Mitsubishi Sapporo solo in alcuni mercati dell’Europa centrale e del BeNeLux.
In Nord America venne venduta inizialmente come Mitsubishi Galant Sigma dal 1987 al 1988 e come Mitsubishi Sigma dal 1988 al 1990. La dotazione si serie era molto ricca e gli allestimenti erano più lussuosi rispetto alla Galant normale. 
La Sapporo europea venne presentata al Salone dell’auto si Francoforte ed era equipaggiata con il motore 2.4 4G64 "Sirius" aspirato quattro cilindri erogante 124 cavalli e aveva di serie le sospensioni ECS con tre modalità di guida che regolavano l’altezza da terra del veicolo e la taratura delle sospensioni (guida Comfort, Normale e Sport). Le sospensioni erano le stesse della Galant berlina tre volumi ovvero MacPherson anteriore e un retrotreno ad assale torcente semi indipendente con barra stabilizzatrice.

## Sesta generazione (1987-1994)
La sesta generazione è apparsa sul mercato alla fine del 1987 ed è stata lanciata in Giappone ed Europa nel 1988. Negli Stati Uniti venne lanciata nel 1989.
In Giappone venne venduta anche come Mitsubishi Eterna nei concessionari CarPlaza con estetica simile ma con tetto leggermente più inclinato al posteriore. Per la prima volta la vettura venne offerta anche con carrozzeria liftback a 5 porte oltre che nella tradizionale versione berlina tre volumi. La versione liftback era progettata soprattutto per il mercato europeo dove questa tipologia di vetture riscontrava un buon successo.
Fu offerta con un motore quattro cilindri 1.8 benzina da 86 CV e dal 1990 potenziato a 90 CV, oltre che con un turbodiesel da 1,8 litri erogante 76 CV. In Europa il modello di punta era la Galant GTi 16V Dynamic 4 con trazione integrale permanente, motore 2.0 16V erogante 144 CV. Poco dopo il lancio venne offerta anche la GTi 16V a trazione anteriore.

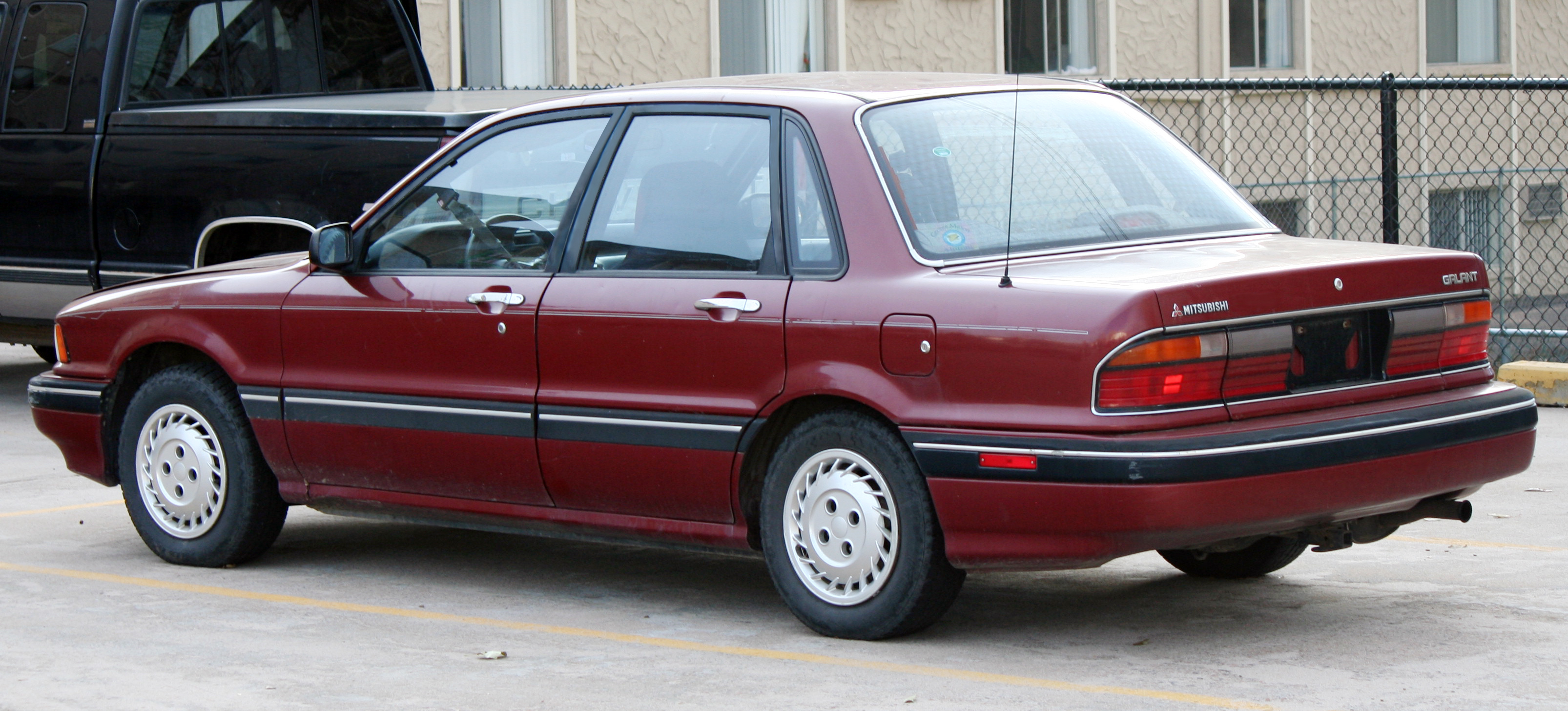
La Galant berlina 4 porte

Con la sesta generazione nacque anche la versione sportiva denominata Galant VR-4 che era disponibile solo in Giappone e in alcuni mercati con guida a destra ed era equipaggiata con il 2.0 litri turbo che erogava 220 CV o 210 CV a seconda della trasmissione manuale o automatica. La VR-4 è stata la base di omologazione della Galant usata nel campionato del mondo rally fino al 1992. Negli Stati Uniti la VR-4 è stata vendita solo in edizione limitata di 1500 unità. 
In Australia venne commercializzata la Galant VR che corrispondeva alla GTI 16v offerta in Europa.
In Giappone la versione 2.0 GTI venne venduta anche in una versione speciale modificata dal tuner tedesco AMG con il motore potenziato a 170 CV e presentava anche modifiche estetiche come minigonne anteriori e laterali, spoiler posteriore, interno specifico e assetto ribassato.
Una peculiarità tecnica della GTi 16V (trazione anteriore) erano le sospensioni a controllo elettronico (ECS) ereditate dalla Mitsubishi Sapporo, che manteneva il veicolo parallelo alla strada in tutte le situazioni di guida.
Dal 1989 la Galant E30 fu venduta in Canada come Dodge 2000 GTX e dal 1992 al 1993 come Eagle 2000 GTX.
Dal maggio 1989 al marzo 1993 venne costruita anche in Australia (serie HG e HH).

### Versione giapponese
In Giappone venne lanciata nell’aprile del con due motori: un 1.8 aspirato 4G37 benzina quattro cilindri erogante 85 cavalli e il 1.8 aspirato 4G67 benzina 16V con iniezione multipoint erogante 135 cavalli. A settembre dello stesso anno la gamma venne completata da tutte le altre motorizzazioni compreso le varianti sportive: si aggiunsero le versioni base con motore 1.6 quattro cilindri 4G32 erogante 78 cavalli, la 2.0 quattro cilindri 16V 4G63 con iniezione multipoint erogante 145 cavalli, le sportive AMG con lo stesso 2.0 ma potenziate a 170 cavalli e la top di gamma VR-4 col motore 2.0 biturbo erogante 220 cavalli (con cambio manuale a 5 rapporti) o 210 cavalli (con cambio automatico a 4 rapporti). Debuttò anche la turbodiesel col motore 1.8 erogante 76 cavalli. 
Nell’ottobre 1990 la VR-4 manuale viene potenziata a 240 cavalli e le 2.0 aspirate salgono a 160 cavalli di potenza.
Come di consueto la gamma Galant era venduta solo nella versione berlina 4 porte presso i rivenditori giapponesi GalantShop mentre la gamma Eterna (composta dalla 5 porte liftback e dalla berlina 4 porte simile alla Galant ma denominata Eterna Sava) venduta nei concessionari CarPlaza.

## Settima generazione (1992-1998)
La settima generazione della Galant debuttò per la prima volta nel settembre 1992 al Tokyo Motor Show mentre per il modello americano bisognerà attendere 1994. Originariamente era disponibile solo come berlina a quattro porte mentre nel febbraio del 1993 al Motor Show olandese venne presentata la versione con carrozzeria liftback 5 porte progettata appositamente per i mercati europei.
Le principali caratteristiche di questa sesta generazione erano la nuova piattaforma di base di nuova concezione realizzata insieme al gruppo Chrysler e che adottava sospensioni a quattro euote indipendenti con l’avantreno di tipo Multilink a tre bracci con barra stabilizzatrice e il retrotreno anch’esso di tipo Multilink. La trazione era anteriore oppure integrale. Dallo stesso pianale venne ricavata la seconda generazione di Mitsubishi Eclipse nonché la Mitsubishi Emeraude, una berlina strettamente imparentata con la Galant venduta solo sul mercato giapponese che riprendeva stessa meccanica e gli stessi interni ma aveva un disegno della carrozzeria totalmente inedita. 

### Modello giapponese
Prodotta nello stabilimento di Nagoya a causa delle maggiori dimensioni del modello che avevano raggiunto i 4,625 metri di lunghezza e i 1,73 metri di larghezza, la Galant non era più conforme alle normative di omologazione per i veicoli compatti previste dal governo giapponese che li incentivavano e di conseguenza la vettura era soggetta a tasse aggiuntive sul prezzo di listino e sui costi di gestione che influenzarono negativamente sulle vendite.
Sul mercato interno la Galant veniva venduta presso i concessionari Galant Shop mentre ne venne ricavata una versione gemella ribattezzata Mitsubishi Eterna venduta nei concessionari Mitsubishi CarPlaza.
La versione liftback a 5 porte progettata per il solo mercato europeo venne venduta in Giappone dal 1994 ribattezzata Galant Sports ed Eterna Sports ma presentava una estetica stile crossover con paraurti bicolore e protezioni laterali, spoiler posteriore sul cofano e bull bar frontale oltre che all’assetto rialzato.

### Modello americano

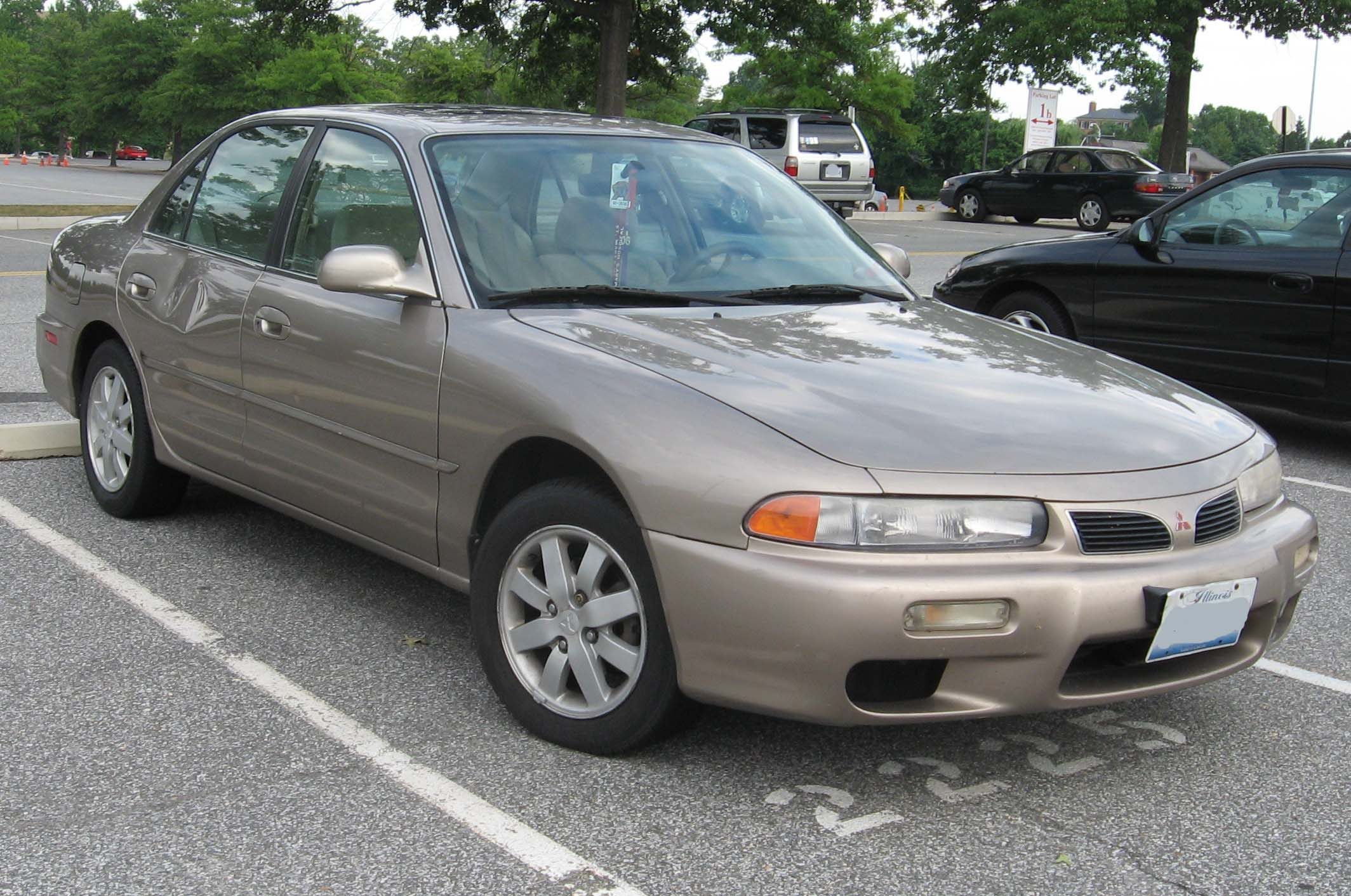
La Galant americana dopo il restyling del 1997

La produzione negli Stati Uniti iniziò il 24 maggio 1994 presso lo stabilimento di Normal in Illinois. Nel mercato nord americano era disponibile solo in versione berlina 4 porte e la vettura possedeva un frontale leggermente differente con paraurti più bombati e scocca frontale più rigida in caso di impatto per superare i crash test americano più aeveri dei giapponesi. Di conseguenza la vettura era anche leggermente più lunga (4,765 metri). Differente era la taratura delle sospensioni, con ammortizzatori più votati al comfort. La gamma motori americana era composta dal 2.4 benzina 4G64 erogante 141 cavalli ed accoppiato ad un cambio automatico a 4 rapporti. Gli allestimento erano S, ES ed LS. Nel 1995 debutta una versione più sportiva denominata GS che presentava migliorie soprattutto alla meccanica, il motore era sempre il 2.4 benzina ma potenziato a 160 CV, lo sterzo era più reattivo e venne introdotta la barra stabilizzatrice posteriore. Debutto anche il cambio manuale a 5 rapporti sulla versione base S. Sempre nello stesso anno debutta anche la versione top di gamma LS con motore 2.5 V6 6G73 erogante 156 cavalli e abbinata al cambio automatico a 4 rapporti.
Nel 1997 debuttò in leggero restyling e il motore base 2.4 venne potenziato a 143 cavalli.

### Modello Europeo
In Europa venne venduta a partire dal 1993 nelle versioni berlina 4 porte e liftback 5 porte entrambe importate dal Giappone con le motorizzazioni benzina 1.8 4G93 quattro cilindri 16V erogante 126 cavalli, il 2.0 4G63 quattro cilindri erogante 137 cavalli, il 2.0 V6 6A12 erogante 150 cavalli e con il più potente motore 2.5 V6 6G73 abbinato esclusivamente alla trazione integrale. Il cambio per tutti i modelli era manuale a 5 rapporti o un automatico sequenziale Invecs a 4 rapporti. L’unico motore diesel per il mercato europeo era il 2.0 quattro cilindri 4D68 con turbocompressore erogante 90 cavalli.

## Ottava generazione (1996-2006)
L’ottava generazione venne presentata nell’estate del 1996 in Giappone. Venne proposta sia in versione berlina quattro porte che station wagon (chiamata Mitsubishi Legnum sul mercato giapponese), la carrozzeria berlina 5 porte con portellone venne abbandonata. 

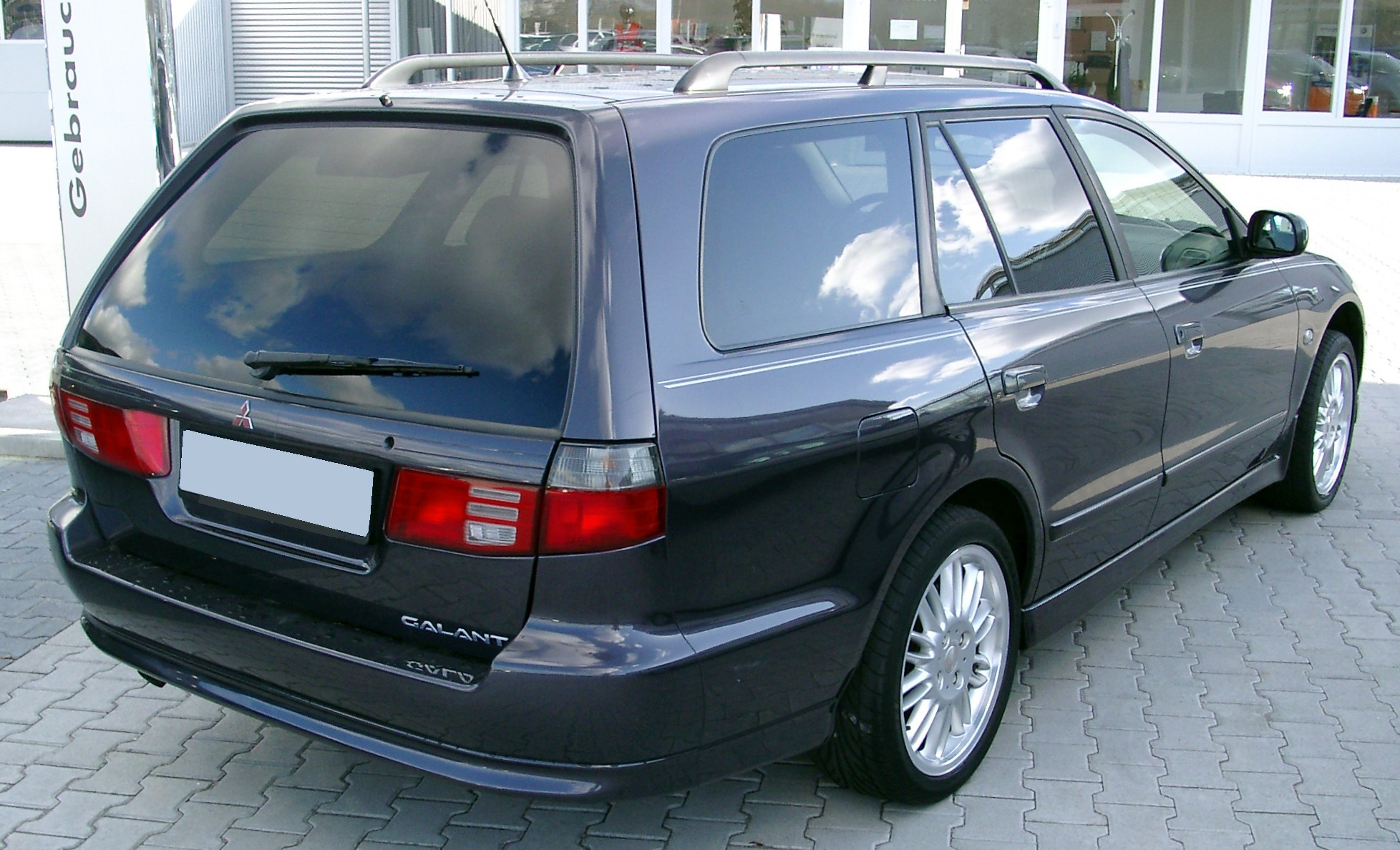
Retro della Galant wagon differente dalla Legnum giapponese

Venne disegnata da Akinori Nakanishi che evolse i concetti stilistici della precedente serie: nello specifico si mantenne una pulizia della carrozzeria per rendere la vettura gradevole alla vasta clientela globale (in quanto il modello sarà venduto in tutto il mondo), il frontale presentava la classica mascherina sdobbiata con fanali sottili mentre al posteriore il baule accennava un leggero spoiler. Il coefficiente di resistenza aerodinamica per la berlina 4 porte era pari a 0,29.
La produzione avveniva nell’impianto della Diamond-Star Motors a Normal, Illinois per il mercato americano ed europeo, a Nagoya in Giappone per essere esportata in Asia e Regno Unito, e veniva assemblata in complete knock down a Barcelona in Venezuela con kit importati dall’Illinois. 
Il telaio di base era una evoluzione della piattaforma della settima serie con sospensioni anteriori a ruote indipendenti con montante MacPherson mentre al posteriore debutta una nuova sospensione Multilink con barra stabilizzatrice (assente sulla versione base). La trazione era anteriore oppure integrale. 

### Galant giapponese
Il modello giapponese debutta nell’agosto del 1996 e subito viene premiato come Auto dell’anno 1996/97. La principale novità è l’introduzione dei motori a iniezione diretta di benzina GDI, una novità nel settore automobilistico, nello specifico si tratta del quattro cilindri 1.8 4G93 che eroga la potenza di 150 cavalli abbinato alla trazione anteriore con cambio manuale a 5 rapporti oppure al cambio automatico Invecs II a quattro rapporti, la versione a trazione integrale invece adotta solo la trasmissione automatica. Il secondo motore disponibile al debutto è il 2.6 V6 biturbo 24 valvole 6A13 per la sportiva Galant VR-4 disponibile solo con trazione integrale ed erogante 280 cavalli nella versione manuale a 5 rapporti oppure 260 cavalli abbinato al cambio automatico Invecs II a 5 rapporti. 

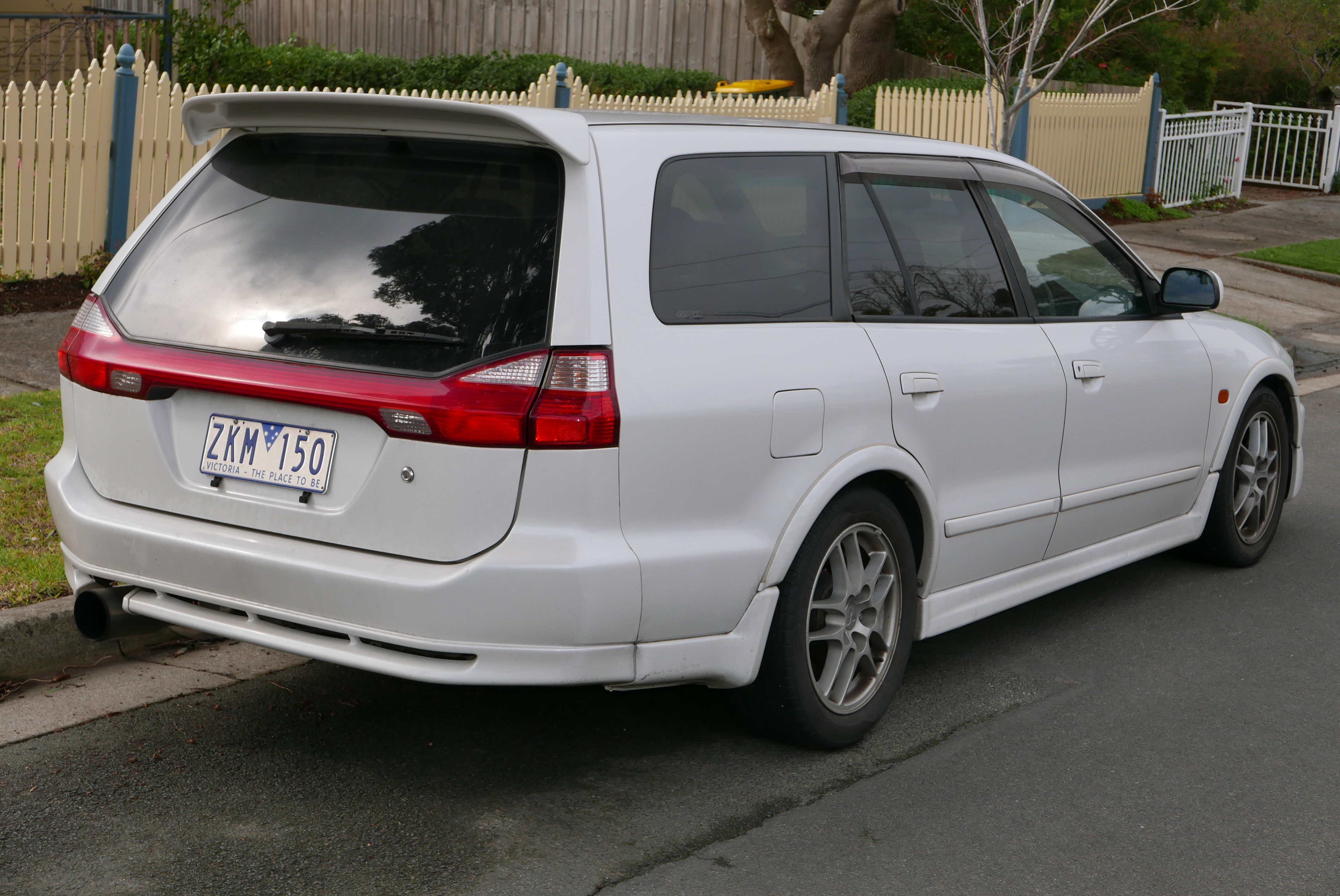
La versione wagon giapponese venduta come Legnum

Nell’agosto 1998 venne presentato il primo aggiornamento per la Galant giapponese che vede l’introduzione di una variante gemella della versione berlina, la Mitsubishi Aspire, venduta presso la rete di concesionari Car Plaza, insieme alla versione wagon denominata Mitsubishi Legnum. Le modifiche rispetto alla Galant sono solo nel logo posteriore. Con il modello del 98 vengono aggiornati i paraurti anteriori e posteriori dalla formo più spigolosa e aerodinamica e internamente vengono introdotte nuove rifiniture e materiali di qualità migliorata. La gamma motori venne arricchita con il nuovo quattro cilindri 2.4 GDI (4G64) a iniezione diretta e 16 valvole erogante 165 cavalli con trasmissione solo automatica Invecs II a 5 rapporti e trazione anteriore o integrale. Per l’occasione la gamma della Galant, Aspire e Legnum venne sdoppiata in due sottogamme: i modelli Viento (equipaggiati con i motori 1.8 e 2.4 benzina) e i modelli sportivi VR-4 (equipaggiati con il motore 2.5 V6 biturbo).

### Galant Nord Americana
Fabbricata in Illinois nell’impianto Diamond Star Motors della Mitsubishi la Galant versione americana debuttò due anni dopo la versione giapponese e presentava numerose modifiche alla struttura più rigida e realizzata con acciai più resistenti soprattutto nella zona frontale a causa delle norme di omologazione americane più severe. I rinforzi erano presenti anche nelle portiere con barre antintrusione. Anche stilisticamente possedeva paraurti più spigolosi che vennero introdotti sulla versione giapponese solo nel 1998. L’interno era inedito e disegnato presso il centro stile americano.
Per ridurre i costi di produzione la Galant americana aveva sospensioni anteriori MacPherson in luogo delle Multilink del modello giapponese. La gamma motori comprendeva oltre al classico 2.4 aspirato a benzina da 145 cavalli anche il nuovo 3.0 litri V6 aspirato da 195 cavalli. Venne offerta anche una versione denominata GTZ con kit estetico sportivo comprensivo di minigonne e spoiler posteriore oltre ad assetto irrigidito.

## Nona generazione (2003-2012)

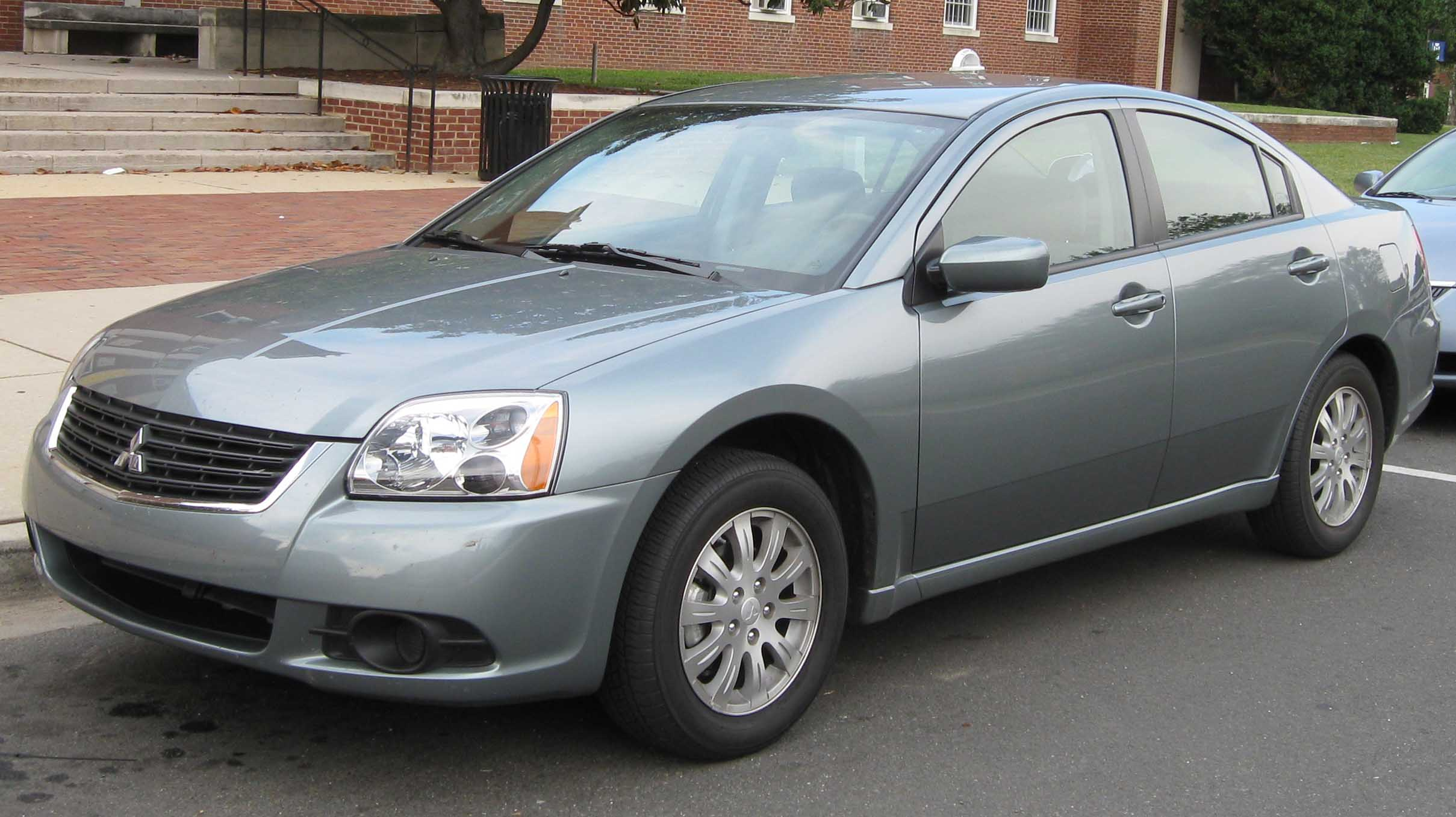
Galant nona generazione ristilizzata

La nona generazione della Galant venne progettata sulla piattaforma Mitsubishi PS presso il centro ricerche e sviluppo della casa giapponese in America, il modello infatti era destinato in prevalenza al mercato nord americano benché ne venne in seguito ricavata una versione specifica per il mercato asiatico ed australiano. La presentazione avvenne al Salone Internazionale dell'Auto di New York del 2003 ad aprile e le vendite partirono il 15 ottobre 2003. Grazie alla nuova piattaforma le dimensioni delle carrozzeria vennero incrementate, debuttarono i nuovi motori 2,4 litri benzina quattro cilindri 4G69 eroganti 160 cavalli, il 3,0 litri V6 passò a 190 CV e il 3,8 litri passò a 235. Tutte le Galant nordamericane vennero dotate di freni a disco su tutte e quattro le ruote ma persero la barra stabilizzatrice posteriore. Il nuovo telaio adottava sospensioni anteriori McPherson e posteriori Multilink. La scocca denominata RISE adottava acciai altoresistenziali nella zona frontale e nel sotto telaio mista ad acciai a deformazione programmata. 
La versione sportiva Ralliart è entrata in listino nel 2007, dotata del 3,8 litri V6 erogante 258 CV (192 kW) e caratterizzato da assetto e sospensioni più rigide, una barra stabilizzatrice al montante anteriore, una barra stabilizzatrice posteriore e cerchi in lega da diciotto pollici oltre a minigonne e paraurti specifici.
Nel febbraio 2008 al salone di Chicago viene presentato un restyling che porta al debutto un frontale rinnovato con nuova grafica per i fanali e nuova calandra, nuova coda ridisegnata con nuovi fanali posteriori, targa spostata sul cofano baule, insonorizzazione migliorata e nuove rifiniture interne.
Osamu Masuko, all’epoca CEO di Mitsubishi Motors, dichiaró che la nona generazione della Galant sarebbe stata l'ultima generazione ad essere prodotta in Nord America.
L'ultima Mitsubishi Galant è uscito dalla catena di montaggio negli Stati Uniti il 30 agosto 2012.

### La Galant in Taiwan e Cina

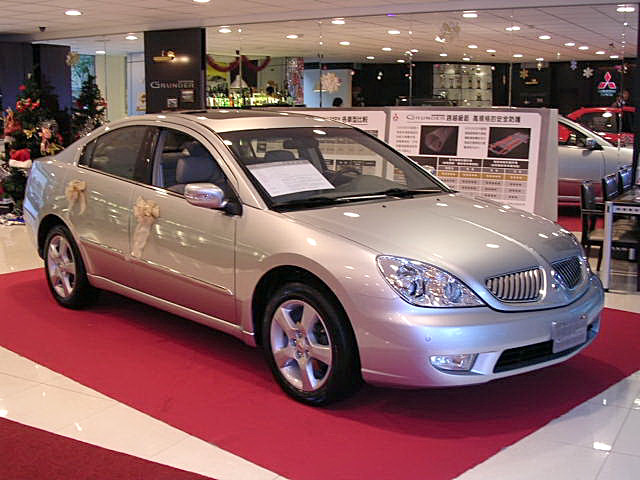
La nona serie per il mercato taiwanese e cinese

Mitsubishi ha assemblato in Taiwan e Cina una versione specifica della nona generazione Galant. In Taiwan venne ribattezzata Mitsubishi Galant Grunder ed è stata lanciata nel dicembre 2004 prodotta in joint venture con la China Motor Corporation; rispetto al modello americano, aveva un frontale differente con la classica calandra Mitsubishi sdoppiata con le due prese d’aria simile a quella della Lancer contemporanea. Il motore era il 2.4 Mivec erogante 162 CV abbinato al cambio automatico a quattro rapporti (INVECS-II). Questo modello venne venduto anche nelle Filippine come Galant 240M. Nel 2009 è stata oggetto di un restyling che vide modificate il cofano e la calandra ora in unico pezzo e non più sdoppiata, vennero modificati i paraurti anteriori posteriori e vennero aggiunte cromature lungo la parte bassa delle carrozzeria. Anche l'abitacolo venne aggiornato con un nuovo sistema multimediale e nuove rifiniture.
In Cina questa versione venne prodotta dalla joint venture con il costruttore Soueast Motor (in cui sia Mitsubishi Motors che la China Motor avevano quote azionarie) a partire dal 2006. I modelli erano equipaggiati con il 2,0 litri e il 2,4 litri benzina abbinati a una trasmissione automatica a 4 e successivamente 5 rapporti. Vennero prodotte fino al 2016.
Nel 2013 la Soueast Motor presentò al salone di Shanghai la concept car Soueast V7 che altro non era che la Galant cinese ma pesantemente ristilizzata destinata ad essere commercializzata dalla casa cinese ma non entrò mai in produzione.

## Risultati sportivi
La Galant ha vinto una edizione del campionato europeo rally, con il tedesco Erwin Weber, su Galant Vr-4, nel 1992.